# Seznam lucemburských panovníků

Znak Lucemburska

Lucemburské hrabství vzniklo roku 963 a bylo součástí Východofranské říše a později Svaté říše římské. Na vévodství je povýšil roku 1354 Karel IV. 
V 15. století připadlo koupí nejprve na vévody z Burgundska, poté sňatkem na dynastii habsburskou. Za panování Habsburků podléhalo Lucembursko administrativě zpočátku do Španělského, později Rakouského Nizozemí. Do roku 1795 bylo součástí Svaté říše římské německého národa, kdy mnoho lucemburských panovníků bylo v pozdním středověku zároveň také římskoněmeckými císaři. V letech 1795 až 1815 země tvořila samostatný francouzský Département des Forêts. 
Na vídeňském kongresu bylo roku 1815 Lucembursko prohlášeno opět za plně nezávislý stát a povýšeno na velkovévodství. Do roku 1866 bylo členem Německého spolku a do roku 1890 zůstalo spojeno v personální unii s královstvím nizozemským. Personální unie s Nizozemskem byla zrušena v roce 1890.
V zemi vládli postupně hrabata (963–1354), vévodové (1354–1815) a velkovévodové (1815–současnost):

## Hrabata

### Moselská dynastie (963–1136)
| # | Jméno                 | Portrét | Vláda     | Poznámky |
| - | --------------------- | ------- | --------- | -------- |
| 1 | Siegfried I.          |         | 963–998   |          |
| 2 | Jindřich I. Moselský  |         | 998–1026  |          |
| 3 | Jindřich II.          |         | 1026–1047 |          |
| 4 | Giselbert Lucemburský |         | 1047–1059 |          |
| 5 | Konrád I.             |         | 1059–1086 |          |
| 6 | Jindřich III.         |         | 1086–1096 |          |
| 7 | Vilém Moselský        |         | 1096–1129 |          |
| 8 | Konrád II.            |         | 1129–1136 |          |

### Namurská dynastie (1136–1247)
| #  | Jméno                 | Portrét | Vláda     | Poznámky |
| -- | --------------------- | ------- | --------- | -------- |
| 9  | Jindřich IV. Slepý    |         | 1136–1196 |          |
| 10 | Ermesinda Lucemburská |         | 1196–1247 |          |

### Lucemburská (limburská) dynastie (1247–1354)
| #  | Jméno              | Portrét | Vláda     | Poznámky                                                                 |
| -- | ------------------ | ------- | --------- | ------------------------------------------------------------------------ |
| 11 | Jindřich V. Veliký |         | 1247–1281 |                                                                          |
| 12 | Jindřich VI.       |         | 1281–1288 |                                                                          |
| 13 | Jindřich VII.      |         | 1288–1308 | a jako Jindřich VII. Lucemburský římský král (1308–1313) a od 1312 císař |
| 14 | Jan I.             |         | 1308–1346 | od 1310 český král                                                       |
| 15 | Karel IV.          |         | 1346–1353 | od 1334 moravský markrabě, od 1346 římský a český král a od 1355 císař   |

## Vévodové

### Lucemburská (limburská) dynastie (1354–1451)
- Václav I. – (1353–1383) od 1355 vévoda brabantský
- Václav IV. – (1383–1388) od 1378 římský a český král
- Jošt Moravský – (1388–1411), také římský král
- Václav IV. – (18.1.1411–14.8.1411) 2. vláda
- Eliška Zhořelecká – (1411–1443)

### Burgundští vévodové
- Filip III. Dobrý, 1443–1467, od roku 1419 vévoda burgundský
- Karel Smělý, 1467–1477, syn Filipa Dobrého
- Marie Burgundská, 1477–1482, dcera Karla Smělého, provdaná za Maxmiliána I.

### Wettinové
- Vilém II. Saský, 1457–1482, vévoda lucemburský a saský

### Habsburkové
- Maxmilián I. Habsburský, 1482–1516, manžel a dědic Marie Burgundské
- Karel V., 1516–1556, vnuk Maxmiliána, císař Svaté říše římské a španělský král

#### Španělská linierodu Habsburků: 1556–1684 a 1697–1700
- Filip II. Španělský 1556–1598, syn Karla V., španělský král
- Filip III. Španělský 1598–1621, španělský král
- Filip IV. Španělský 1621–1665, španělský král
- Karel II. Španělský 1665–1684, španělský král (1665–1700)

- Lucembursko pod francouzskou vládou 1684–1697

- Karel II. Španělský 1697–1700, španělský král

### Španělská větev roduBourbonů
- Filip V. Španělský, 1700–1712, španělský král (1700–1746)

### Španělská větev roduWittelsbachů
- Maxmilián II. Emanuel, 1712–1714, † 1726

### Rakouská větevrodu Habsburků (1714–1795)
- Karel VI. 1714–1740, císař Svaté říše římské
- Marie Terezie, 1740–1765, dcera Karla VI.
- Josef II., 1765–1790, císař Svaté říše římské
- Leopold II., 1790–1792, císař Svaté říše římské
- František II. 1792–1795, císař Svaté říše římské

- Lucembursko pod francouzskou vládou 1795–1814 jako Département des Forêts

## Velkovévodové

### Oranžsko-nasavská dynastie(1815–1890)
personální unie s Nizozemskem
| #  | Jméno      | Portrét    | Život     | Vláda     | Rodiče                                          | Poznámky                                                 |
| -- | ---------- | ---------- | --------- | --------- | ----------------------------------------------- | -------------------------------------------------------- |
| 38 | Vilém I.   | Vilém I.   | 1772–1843 | 1815–1840 | Vilém V. Oranžský Vilemína Pruská (1751–1820)   | také velkovévoda lucemburský, vévoda limburský           |
| 39 | Vilém II.  | Vilém II.  | 1792–1849 | 1840–1849 | Vilém I. Nizozemský Vilemína Pruská (1774–1837) | také velkovévoda lucemburský, vévoda limburský           |
| 40 | Vilém III. | Vilém III. | 1817–1890 | 1849–1890 | Vilém II. Lucemburský Anna Pavlovna Ruská       | také velkovévoda lucemburský, vévoda limburský (do 1866) |

### Nasavsko-weilburská dynastie(od 1890)
| #  | Jméno       | Portrét      | Život     | Vláda     | Rodiče                                                | Poznámky                                                                                      |
| -- | ----------- | ------------ | --------- | --------- | ----------------------------------------------------- | --------------------------------------------------------------------------------------------- |
| 41 | Adolf I.    | Adolf        | 1817–1905 | 1890–1905 | Vilém Nasavský (vévoda) Luisa Sasko-Hildburghausenská | také vévoda nasavský (de facto do 1866)                                                       |
| 42 | Vilém IV.   | Vilém IV.    | 1852–1912 | 1905–1912 | Adolf Lucemburský Adléta Marie Anhaltsko-Desavská     | také vévoda nasavský                                                                          |
| 43 | Marie-Adéla | Marie-Adléta | 1894–1924 | 1912–1919 | Vilém IV. Lucemburský Marie Anna Portugalská          | také vévodkyně nasavská                                                                       |
| 44 | Šarlota     | Šarlota      | 1896–1985 | 1919–1964 | Vilém IV. Lucemburský Marie Anna Portugalská          | abdikovala, jejím manželem byl Felix Bourbonsko-Parmský, ale název rodu se oficiálně nezměnil |

### Bourbonsko-parmská dynastie(od 1964)
| #  | Jméno       | Portrét    | Život        | Vláda     | Rodiče                                       | Poznámky                                         |
| -- | ----------- | ---------- | ------------ | --------- | -------------------------------------------- | ------------------------------------------------ |
| 45 | Jan I.      | Jan I.     | 1921–2019    | 1964–2000 | Šarlota Lucemburská Felix Bourbonsko-Parmský | abdikoval ve prospěch syna, také vévoda nasavský |
| 46 | Jindřich I. | Vilém III. | narozen 1955 | od 2000   | Jan Lucemburský Josefína Šarlota Belgická    | také vévoda nasavský                             |